# Peju Alatise
Peju Alatise (* 1975 in Lagos, Nigeria) ist eine nigerianische Künstlerin, Dichterin, Schriftstellerin und Stipendiatin am National Museum of African Art, das zur Smithsonian Institution gehört. Alatise absolvierte eine Ausbildung als Architektin an der Ladoke Akintola University in Oyo State, Nigeria. Anschließend arbeitete sie 20 Jahre lang als Studiokünstlerin.
Ihre Werke wurden auf der 57. Biennale von Venedig ausgestellt, die unter dem Motto Viva Arte Viva (Es lebe die Kunst) stand. Zusammen mit zwei anderen nigerianischen Künstlern, Victor Ehikhamenor und Qudus Onikeku, war Alatise die erste Nigerianerin, die auf der Kunstausstellung vertreten war. Ihr Werk bestand aus einer Gruppe lebensgroßer Figuren, die auf dem Leben eines Dienstmädchens basieren.
Alatise wurde mit dem FNB-Kunstpreis 2017 ausgezeichnet.
Alatise nennt die Künstler David Dale, Bruce Onabrakpeya, Nike Monica Davies, Susanna Wenger sowie die nigerianische und Yoruba-Kultur als Einflüsse auf ihre Kunst.

## Frühes Leben
Alatise und ihre sieben Geschwister wuchsen in einer traditionell-muslimischen Familie auf.
Alatise zog erstmals im Alter von 15 Jahren eine künstlerische Laufbahn in Betracht, als sie eine Ausstellung des nigerianischen Künstlers David Dale besuchte. Als Alatise ihren Wunsch, Künstlerin zu werden, äußerte, riet ihr Vater von dieser Idee ab, da er Kunst für Zeitverschwendung hielt; er wollte, dass seine Tochter einen Beruf wählte, der wirtschaftlich stabiler war. Ihre Mutter hingegen unterstützte Alatises künstlerische Bestrebungen, da ihr ein Geistlicher vorausgesagt hatte, dass Alatise eines Tages wohlhabend sein würde. Trotz seiner anfänglichen Ablehnung ließ sich ihr Vater noch vor seinem Tod von der Idee überzeugen.
Bevor sie sich der Kunst zuwandte, studierte Alatise Architektur an einer Universität und schätzte die Art und Weise, in der sie sah und logisch denken konnte. Während ihrer Studienzeit begann Alatise, ihre künstlerischen Interessen zu erkunden, indem sie Jakande besuchte, einen Kunsthandwerksmarkt in Lagos. Dort übte sie sich in verschiedenen Richtungen, darunter Malerei, Bildhauerei und Schmuckherstellung.

## Karriere
Alatise begann ihre künstlerische Laufbahn mit der Malerei und entwickelte sich dann zu einer vielseitigen Künstlerin, die Perlen, Textilien, Harze und andere Materialien verwendet. Heute arbeitet sie als Bildhauerin und nutzt ihre Kunst, um sich zu sozialen Themen zu äußern, wobei sie Literatur, Symbolismus und die traditionelle Yoruba-Mythologie in ihre Werke einbezieht. Alatise beschäftigt sich auch mit der Herstellung von Perlen, der Beratung im Bereich der visuellen Künste, dem kreativen Schreiben, dem Entwerfen von Lederaccessoires und der Innenraumgestaltung.
Laut Vogue „definiert Alatise ihre künstlerische Praxis als eine Suche nach der Wahrheit, und zu diesem Zweck konzentriert sich ein Großteil ihrer Arbeit auf Frauen in Nigeria und auf die politischen und religiösen Themen im Herzen des Landes“. Alatise ist der festen Überzeugung, dass eine Künstlerin die Welt, in der sie lebt, abbilden sollte und strebt danach, soziale Themen ihres Landes und persönliche Erfahrungen zu visualisieren. In Anbetracht der stark ausgeprägten gesellschaftlichen Ansichten über Geschlechterrollen in Nigeria ist es nicht überraschend, dass sich ein Großteil von Alatises Kunstwerken auf die Ungleichheit der Geschlechter und die Rechte der Frauen konzentriert. Indem sie ihre Kunst nutzt, um sich zu sozialen Themen zu äußern, agiert Alatise als kreative soziale Aktivistin mit Kunst. Alatises Werk erweitert die afro-feministischen Ansichten, indem sie die männliche Form der modernen afrikanischen Kultur aufbricht. Im Laufe der Jahre hat Alatises Werk sie auf ein Podest mit vielen anderen bedeutenden nigerianischen Künstlerinnen wie Nike Davies Okundaye, Lara Ige-Jacks und Ndidi Dike gestellt.
Obwohl Alatise ihre künstlerische Laufbahn mit der Erforschung dreidimensionaler Illusionen auf zweidimensionalen Oberflächen begann, beschäftigt sie sich auch mit Literatur. Diese kombinierte Liebe zu Kunst und Literatur spiegelt sich in einem ihrer beeindruckendsten Werke, Flying Girls, wider. Dieses auf der Biennale von Venedig ausgestellte Werk bestand aus acht lebensgroßen Mädchenfiguren mit Flügeln und basiert laut der Mode- und Unterhaltungswebsite BellaNaija „auf der Geschichte eines zehnjährigen Mädchens, das als Hausmädchen in Lagos arbeitet und von einem Reich träumt, in dem sie frei ist, niemandem außer sich selbst gehört und fliegen kann“. BellaNaija erklärt auch, dass dieses Stück „die Ungerechtigkeit der Gegenwart anspricht, aber durch eine Vision einer sichereren imaginären Zukunft, insbesondere für kleine Mädchen“. Außerdem wird in diesem Werk das Problem der Kinderarbeit angesprochen.
In ihrer Ausstellung mit dem Titel Wrapture aus dem Jahr 2013 kombinierte Alatise ihre multidisziplinären Fähigkeiten direkter. Mit diesen Arbeiten kombinierte sie Kurzgeschichten mit Skulpturen und schuf so eine visuelle Erzählung.
Alatise hat zwei Romane verfasst. Ihr Debütroman trägt den Titel Orita Meta. Als führende Vertreterin zeitgenössischer afrikanischer Kunst hat sie ihre Arbeit als Medium und Stimme genutzt, um gesellschaftliche Missstände anzusprechen und stereotype Erzählungen und Ideologien zu verändern. Alatise ist Stipendiatin am National Museum of African Art, das zur Smithsonian Institution gehört.

### Kunstauktionen
Alatises Werk Ascension aus dem Jahr 2011 wurde bei der nigerianischen Kunstauktion für 4,4 Millionen Naira verkauft und war damit das teuerste Werk unter den aufstrebenden Künstlern.

## Auszeichnungen
Alatise erhielt den FNB Art Prize 2017 bei der Eröffnung der 10. Ausgabe der FNB Kunstmesse in Johannesburg, Südafrika.

## Weiteres Engagement
Zu ihren jüngsten Anliegen gehört die Einrichtung von Künstlerresidenzen in Marokko und der Türkei. Dies sind Orte, an denen Künstler leben und an ihren verschiedenen Kunstprojekten arbeiten können, während sie in der Nähe anderer Künstler mit ähnlichen Interessen sind. Auf diese Weise konzentriert sich Alatise auf die Förderung aufstrebender Künstler.
In einem Interview mit Al Jazeera beschrieb Alatise ihre Ziele mit diesen Worten: „Wenn ich mir den Standard anschaue, den ich mit meiner Arbeit erreichen will, dann schaue ich mir an, was auf globaler Ebene passiert. Die Künstler, die mich inspirieren, sind [diejenigen], deren Werke einen auf eine Art und Weise ansprechen, die einen entweder informiert oder inspiriert, [die] die wahre Essenz des Menschen in einem ansprechen, und ich möchte, dass meine Arbeit dasselbe tut.“
Alatise gründete die ANAI Foundation – eine gemeinnützige Stiftung, die sich der Entwicklung der bildenden Kunst in Nigeria widmet und geförderte Ausbildungsprogramme für Künstler anbietet.

## Ausstellungen
- Alatise hat ihre Werke in verschiedenen Ländern ausgestellt,[17] darunter die Casablanca Biennale 2014 in Marokko, Cooper Gallery for African and African American Art Harvard University, 2017, Resignification of Black Body, 2016 im Museo Bardini – Florenz. Familiar boundaries – Infinite possibilities exhibition, August Wilson Centre, Pittsburgh, USA. Kurator – Kilolo Luckett, Oktober 2018-März 2019. EVA Irland Biennale 2018. Kuratorin – Inti Guerrero. Manifesta 12, Resignification of Black bodies. Palermo, Italien, Kuratorin – Awam Ampka (New York University), Juni 2018. Péju Alatise Memoirs of the forgotten, 2019 Sulger Buel Gallery, London. Intricacies: Fragment & Meaning, Aicon Gallery, New York, 2019

- Material Witness (2012): Nike Art Gallery, Lagos. Fotografie von Marc C und Yinka Akingbade[18]
- WRAPTURE: a Story of Cloth (12. September bis 16. November 2013): Art Twenty-One, Lagos. Fotografie von Marc C und Yinka Akingbade
- Casablanca Biennale 2014: Ifitry residency, Essaouira, 2013
- 1:54 ZEITGENÖSSISCHE AFRIKANISCHE KUNSTMESSE (2014): Somerset House, London
- 57. Biennale von Venedig (2017): August Wilson Centre for Arts, 2018
- Prelude, pretexts and presumptions (2018): Arthouse Contemporary, Lagos